# جيسيلا شتاينإكرت
جيسيلا ستينيكيرت (بالإنجليزية: Gisela Steineckert)‏‏ (13 مايو 1931 في برلين - ) كاتبة سيناريو، وكاتِبة، وشاعرة غنائية، وكاتبة أغاني من ألمانيا الشرقية.

## الجوائز
- الجائزة الوطنية لجمهورية ألمانيا الديمقراطية
- وسام الاستحقاق الوطني البرونزي ‏

## روابط خارجية
- جيسيلا ستينيكيرت على موقع IMDb (الإنجليزية)
- جيسيلا ستينيكيرت على موقع ميوزك برينز (الإنجليزية)
- جيسيلا ستينيكيرت على موقع ديسكوغز (الإنجليزية)